# Matej Mitrović
Matej Mitrović (* 10. November 1993 in Požega) ist ein kroatischer Fußballspieler.

## Karriere

### Verein
Mitrović durchlief die Nachwuchsabteilung von NK Kutjevo, NK Kamen Ingrad Velika und NK Papuk Velika und wechselte 2011 in den Nachwuchs von Cibalia Vinkovci. Im gleichen Jahr wurde er in den Profikader aufgenommen und war die nächsten zwei Jahre Teil dieses Kaders. Anschließend wechselte er zu HNK Rijeka.
Zur Rückrunde der Spielzeit 2016/17 wechselte er in die türkische Süper Lig zum amtierenden türkischen Meister Beşiktaş Istanbul. Für die Rückrunde der Saison 2017/18 wurde er an den belgischen Verein FC Brügge ausgeliehen. Zur Saison 2018/19 wechselte Mitrović dann endgültig zum FC Brügge und unterschrieb dort einen Vertrag für einer Laufzeit von vier Jahren.
Dort fiel er in der kompletten Rückrunde 2018/19 infolge einer Sprunggelenksverletzung aus. Erst in der Saison 2019/20 stand er wieder auf dem Platz. Infolge einer Fersenverletzung stand er in der Saison 2020/21 nur bei 6 von 40 möglichen Ligaspielen und einem Pokalspiel für Brügge auf dem Platz. Im Juli 2021 wurde sein Vertrag bis Sommer 2024 verlängert. In der Saison 2021/22 wurde er bei 4 von 40 möglichen Ligaspielen, einem Pokalspiel sowie dem gewonnenen Spiel um den Superpokal, bei dem er ein Tor schoss, eingesetzt.
Anfang Juli 2022 wechselte er zurück zum HNK Rijeka. Hier bestritt er in zwei Spielzeiten 31 Ligaspiele.
Im Sommer 2024 wechselte er nach Katar zum Erstligisten al-Ahli SC.

### Nationalmannschaft
Mitrović begann seine Nationalmannschaftskarriere 2012 mit einem Einsatz für die kroatische U-19-Nationalmannschaft. Anschließend setzte er seine Karriere mit Einsätzen für die kroatische U-20-, kroatische U-21- und die A-Nationalmannschaft fort.

## Erfolge
HNK Rijeka
- Kroatischer Pokalsieger: 2014

Beşiktaş Istanbul
- Türkischer Meister: 2016/17

FC Brügge
- Belgischer Meister: 2017/18, 2019/20, 2020/21, 2021/22 (FC Brügge)
- Belgischen Supercupsieger: 2018, 2021